# Tu sei al di là - Over the Sky
Tu sei al di là - Over the Sky (君は彼方?, Kimi wa kanata) è un film d'animazione del 2020 diretto da Yoshinobu Sena.

## Trama
Durante un normale giorno di scuola Mio Miyamasu e il suo amico di infanzia Arata Kishimo discutono del nome con cui viene chiamata la linea che divide il cielo dallo spazio, non trovando altre risposte soddisfacenti decidono di chiamarla "al di là del cielo".
Dopo aver sostenuto un esame di recupero a scuola Mio viene avvicinata dalla sua migliore amica Madoka che le dice di essere anche lei innamorata di Arata, sconvolgendo la ragazza che non è mai riuscita ad ammettere i suoi sentimenti per l'amico. Un giorno i due ragazzi stanno passeggiando e decidono di fermarsi da una sensitiva chiromante di nome Oriko. Durante la seduta Arata inizia a vedere diverse sfere bianche fluttuare. Dopo essere usciti da quel luogo Mio e Arata parlano della natura del loro rapporto, lei nega di essere innamorata del ragazzo e suggerisce di smettere di incontrarsi, lasciandolo solo sul posto.
Quella stessa sera Mio è in lacrime, pentita per non aver detto all'amica la reale natura dei suoi sentimenti, decide di uscire in bicicletta per andare da lui e dirgli che lo ama ma viene coinvolta in un grave incidente con un'automobile.
Il giorno seguente Mio cerca di avvicinarsi ad Arata ma lui sembra non accorgersi nemmeno della sua presenza, al ritorno a casa scende dal treno e si rende conto di essere stata trasportata in un altro mondo. Una buffa creatura di nome Gimon, personaggio preferito di Mio di cui possiede anche un pupazzo, la accompagna alla scoperta di questo mondo parallelo spiegandole che a breve dimenticherà tutti i suoi ricordi. Durante la loro camminata incontrano una ragazza in kimono che si presenta come Kiku.
Kiku spiega a Mio che è arrivata in quel mondo a causa di una esperienza extracorporea e che se vuole ritornare nel suo mondo dovrà trovare un biglietto per un treno apposito. Quel biglietto però non sarà sufficiente in quanto lei dovrà desiderare ardentemente di tornare.
Mio cerca di contattare Arata, il quale misteriosamente si accorge di lei e le risponde mentre si trova in ospedale accanto al suo corpo privo di conoscenza.
Mio, Gimon e Kiku riescono ad arrivare nell'ufficio delle cose dimenticate dove si può comprare il biglietto per il treno ma Mio ha già iniziato a perdere la memoria e non riesce a spiegare all'impiegato il motivo per cui vuole tornare nel suo mondo. Il gruppo decide quindi di andare dalla signora Mori, la dea di quel luogo, che decide di aiutarla. 
Nel frattempo Arata, in confusione per il "contatto" avuto con Mio in ospedale, torna dalla chiromante per cercare aiuto ma mentre si trova li la sua anima abbandona il corpo e viaggia nel mondo parallelo e incontra Mio.
Dopo l'incontro con Arata lei è determinata a tornare a casa e riesce ad avere il biglietto per il treno, all'improvviso però un uomo che si fa chiamare Mogari e che dice di essere il guardiano di quel mondo cerca di impedirle il viaggio di ritorno.
Con l'aiuto di Gimon, Kiku e Arata Mio riesce a tornare nel mondo degli umani ma non riesce a ricongiungersi con il suo corpo che rimane privo di conoscenza.
Arata decide di portare il corpo di Mio su una scogliera dove in precedenza i due avevano avuto un momento indimenticabile, in quel luogo Mio riesce finalmente a ricordare cosa stava facendo quando è uscita di casa prima dell'incidente e grazie al suo fortissimo desiderio di dire ad Arata che lo ama riesce a varcare il confine tra i mondi e dichiararsi.

## Accoglienza
Il film è stato un insuccesso commerciale. A fronte di un budget di 200 milioni di yen nel primo giorno di proiezione si sono avuti solo 1 300 spettatori.